# إريك روتان
إريك روتان هو موسيقي أمريكي لموسيقي الميتل من ولاية نيو جيرسي. يقود حاليا فرقة هيت انتريال (Hate Eternal) في الصوت الأساسي والإيتار، كما قضى بعض الوقت مع موربد أنجل (Morbid Angel) (ثلاث فترات مختلفة) وريبنج كوربس (Ripping Corpse). عند عدم أدائه، يدير روتان استوديو تسجيل خاص به في فلوريدا يسمى أستديو مانا للتسجيل.

## روابط خارجية
- إريك روتان على موقع IMDb (الإنجليزية)
- إريك روتان على موقع ميوزك برينز (الإنجليزية)
- إريك روتان على موقع أول ميوزيك (الإنجليزية)
- إريك روتان على موقع ديسكوغز (الإنجليزية)